# Broughty Castle
Broughty Castle er en borg ved floden Tay i Broughty Ferry, Dundee, Skotland. Den stod færdig omkring 1495 ovenpå et sted hvor der tidligere var opført en fæstning i 1454, da George Douglas, 4. jarl af Angus, fik tilladelse til at bygge på stedet. Hans søn Archibald Douglas, 5. jarl af Angus, blev tvunget til at opgive borgen til Kronen. Borgens primære beboelsestårn har fire etager og blev opført af Andrew, 2. lord Gray, der overtog slottet i 1490.
Den blev belejret i 1547–1550 under de engelsk-skotske grænsekrige.
I 1969 åbnede borgen som museum, der drives af Dundee City Council, hvor der er gratis adgang.
Det er et scheduled ancient monument.